# Piste de bobsleigh, luge et skeleton de La Plagne
La piste de bobsleigh, luge et skeleton de La Plagne est une piste de bobsleigh, luge et skeleton située à La Plagne, dans les Alpes françaises. La piste a accueilli les compétitions de bobsleigh et de luge à l'occasion des Jeux olympiques d'hiver de 1992 d'Albertville. Elle est considérée également comme une des pistes les plus techniques au monde.

## Histoire
Alors que la ville-hôte d'Albertville est désignée à l'occasion de la 91e session du CIO le 16 octobre 1986, à Lausanne (Suisse), la station de La Plagne est désignée pour accueillir les épreuves de bobsleigh et luge. Les dirigeants de la station auraient préféré pouvoir organiser une épreuve de ski alpin, mais celles-ci ont été réparties dans les stations de Val d'Isère et Méribel.
Une piste de bobsleigh, luge et skeleton est réalisée en aval de la station, au lieu-dit La Roche, d'une longueur de 1 800 m, comportant 19 virages.
Les travaux pour la construction de la piste débutent en septembre 1988 pour s'achever en décembre 1990. La piste est entièrement réfrigérée où une équipe composée de professionnels fut dépêchée dans l'optique des olympiades [pas clair]. La première compétition qui a servi de test fut une épreuve de bobsleigh en février 1991 suivi de la luge en mars 1991 avant d'accueillir les championnats du monde de skeleton en 1993.
Cet ouvrage, malgré un dossier technique complet et répondant notamment aux problématiques climatiques, est l'un de ceux qui reçut le plus de critiques quant à sa réalisation. On reproche à l'infrastructure plusieurs choses. Tout d'abord son coût, 233 millions de francs, alors que l'évaluation initiale était de 67 millions). Ensuite son utilité face au faible nombre d'adhérents en France estimé à une centaine. Toutefois, la réalisation de cet équipement est une condition nécessaire pour pouvoir accueillir les Jeux. Enfin, l'aspect environnemental est montré du doigt avec le stockage de 40 ou 45 tonnes d'ammoniac permettant de réfrigérer la piste, dont l'usage notamment est interdit dans les lieux publics. Par ailleurs, une polémique sur le lieu d'édification s'engage, car la piste est construite sur une pente en milieu instable et marécageux,.
Depuis 1992, la piste est utilisée par les bobeurs français pour l'entraînement. Le Club de Bobsleigh, Luge et Skeleton de La Plagne propose également des initiations aux trois sports.
Les touristes peuvent également découvrir les sensations du bobsleigh dans trois engins différents :

- le BOB RAFT : un engin auto guidé et auto freiné - 4 personnes - 80 km/h environ

- la SPEED LUGE : seul à bord - 90 km/h

- le BOB RACING : 3 passagers et un pilote - 120 km/h

## Statistiques
| Sport                         | Distance de la piste | Nombre de virages | Altitude Départ | Altitude arrivée | Dénivelé |
| ----------------------------- | -------------------- | ----------------- | --------------- | ---------------- | -------- |
| Bobsleigh et skeleton         | 1507                 | 19                | 1684            | 1560             | 124      |
| Luge - hommes                 | 1249                 | 15                | 1670            | 1560             | 110      |
| Luge - femmes & hommes double | 1142                 | 14                | 1652            | 1560             | 92       |

## Grands événements accueillis
Les deux grands événements qu'a accueilli La Plagne sont les Jeux olympiques d'hiver de 1992 et les championnats du monde de skeleton en 1993.
Depuis décembre 2011, la piste renoue avec les grandes compétitions internationales en accueillant des épreuves de la coupe du monde de bobsleigh et de la coupe du monde de skeleton :
- Coupes du monde de bobsleigh et skeleton 2011-2012 (9-11 décembre 2011)
- Coupes du monde de bobsleigh et skeleton 2012-2013 (14-16 décembre 2012)
- Coupes du monde de bobsleigh et skeleton 2014-2015 (30 janvier-1er février 2015)
- Coupes du monde de bobsleigh et skeleton 2019-2020  (11-12 janvier 2020)

Durant l'été au mois d'août les compétiteurs s'affrontent sur la piste en roller, longboard et luge à roulettes lors du "Béton on Fire"